# Mancomunitat Pla de Mallorca
La Mancomunitat Pla de Mallorca és una institució que agrupa catorze municipis de la comarca natural del Pla de Mallorca: Algaida, Ariany, Costitx, Lloret de Vistalegre, Llubí, Maria de la Salut, Montuïri, Petra, Porreres, Santa Eugènia, Sant Joan, Sencelles, Sineu i Vilafranca de Bonany. Tot i que el Pla de Mallorca no constitueix una comarca administrativa, la Mancomunitat serveix per gestionar serveis comuns entre aquests municipis.
La Mancomunitat es va fundar el 16 de febrer de 1982, impulsada per la Conselleria d'Indústria i Comerç del Consell General Interinsular, amb l'objectiu inicial de coordinar el tractament de residus sòlids. Amb el temps, l'entitat ha ampliat les seves funcions per facilitar la gestió municipal en diverses àrees i millorar la qualitat de vida dels habitants. Això permet als pobles membres oferir serveis que no podrien sostenir de manera individual.
Actualment, la Mancomunitat treballa en àmbits com l'educació d'adults, la recollida de residus sòlids, la promoció econòmica i laboral, l'assistència a les persones majors i el servei de menjador. També participa en activitats d'educació, cultura, medi ambient i serveis socials.
La seu de la Mancomunitat es troba a Petra, al carrer de l'Hospital, número 28.

## Llista de presidents
- Antoni Pascual Ribot (1984-1999) - Batle d'Ariany per UM
- Joan Font Massot (1999-2003) - Batle de Petra pel PSM
- Tomàs Campaner Ferragut (2003-2007) - Batle de Llubí pel PP[4]
- Antoni Mulet Campins - Batle de Maria de la Salut pel PP
- Joana Maria Pascual Sansó (des de 2023) - Regidora d'Ariany per UM[5]